# Associação Mundial da Assembleia de Deus
A Assembleia de Deus (AD), oficialmente Associação Mundial da Assembleia de Deus, é um grupo de denominações cristãs que juntas são o maior corpo pentecostal do mundo. Ela é o maior grupo internacional de denominações cristãs pentecostais.
Atualmente o Presidente da Associação Mundial das Assembleias de Deus, é o José Wellington Bezerra da Costa , que já presidiu a CGADB - Convenção Geral das Assembleias de Deus no Brasil. O vice presidente é o Pastor Sebastião Rodrigues de Souza, que também preside a COMADEMAT - Convenção de Ministros das Assembleias de Deus do Estado de Mato Grosso  é o Pastor do Grande Templo em Cuiabá - MT, considerado o maior templo religioso da América Latina com capacidade total para 80 mil pessoas.

## Leitura recomendada
- Blumhofer, Edith L. Restoring the Faith: The Assemblies of God, Pentecostalism, and American Culture. (1993). 281 pp.  A  major scholarly study.
- Crowe, Terrence Robert. Pentecostal Unity: Recurring Frustration and Enduring Hopes. (1993). 282 pp.
- McGee, Gary B. 'This Gospel . . . Shall Be Preached': A History and Theology of Assemblies of God Foreign Missions since 1959. Springfield, Mo.: Gospel, 1990. 358 pp.
- Poloma, Margaret M. The Assemblies of God at the Crossroads: Charisma and Institutional Dilemmas. (1989). 309 pp. scholarly study